# Rika Fujiwara
Pour les articles homonymes, voir Clan Fujiwara.
Rika Fujiwara (藤原 里華, Fujiwara Rika, née le 19 septembre 1981 à Tokyo) est une joueuse de tennis japonaise, professionnelle de 1999 à 2020.
En 2002, elle réalise une remarquable saison en double dames. Demi-finaliste à Roland-Garros aux côtés d'Ai Sugiyama, elle atteint, avec la même partenaire, trois finales à Montréal, Shanghai et Linz, sans pour autant parvenir à s'imposer. Elle conclut la saison au 13e rang mondial, son meilleur classement, non sans avoir disputé les Masters de la discipline.
Rika Fujiwara a remporté un tournoi WTA en double dames pendant sa carrière (Copenhague 2012), décrochant en outre 32 titres (dont huit en simple) sur le circuit ITF.

## Palmarès

### Titre en double dames
| No | Date       | Nom et lieu du tournoi | Catégorie | Dotation  | Surface    | Partenaire        | Finalistes                  | Score            |          |
| -- | ---------- | ---------------------- | --------- | --------- | ---------- | ----------------- | --------------------------- | ---------------- | -------- |
| 1  | 09-04-2012 | e-Boks Open Copenhague | Intern'l  | 220 000 $ | Dur (int.) | Kimiko Date-Krumm | Sofia Arvidsson Kaia Kanepi | 6-2, 4-6, [10-5] | Parcours |

### Finales en double dames
| No | Date       | Nom et lieu du tournoi             | Catégorie | Dotation    | Surface         | Vainqueures                         | Partenaire     | Score     |          |
| -- | ---------- | ---------------------------------- | --------- | ----------- | --------------- | ----------------------------------- | -------------- | --------- | -------- |
| 1  | 12-08-2002 | Coupe Rogers AT&T Montréal         | Tier I    | 1 224 000 $ | Dur (ext.)      | Virginia Ruano Pascual Paola Suárez | Ai Sugiyama    | 6-4, 7-64 | Parcours |
| 2  | 09-09-2002 | SVW Polo Open Shanghai             | Tier IV   | 140 000 $   | Dur (ext.)      | Anna Kournikova Janet Lee           | Ai Sugiyama    | 7-5, 6-3  | Parcours |
| 3  | 21-10-2002 | Generali Ladies Linz               | Tier II   | 585 000 $   | Moquette (int.) | Jelena Dokić Nadia Petrova          | Ai Sugiyama    | 6-3, 6-2  | Parcours |
| 4  | 11-10-2010 | HP Japan Women's Open Tennis Osaka | Intern'l  | 220 000 $   | Dur (ext.)      | Chang Kai-Chen Lilia Osterloh       | Shuko Aoyama   | 6-0, 6-3  | Parcours |
| 5  | 27-02-2012 | BMW Malaysian Open Kuala Lumpur    | Intern'l  | 220 000 $   | Dur (ext.)      | Chang Kai-Chen Chuang Chia-Jung     | Chan Hao-Ching | 7-5, 6-4  | Parcours |

## Parcours en Grand Chelem

### En simple dames
| Année | Open d'Australie | Open d'Australie | Internationaux de France | Internationaux de France | Wimbledon       | Wimbledon           | US Open         | US Open        |
| ----- | ---------------- | ---------------- | ------------------------ | ------------------------ | --------------- | ------------------- | --------------- | -------------- |
| 2005  | -                | -                | 1er tour (1/64)          | Magdalena Maleeva        | 1er tour (1/64) | Marion Bartoli      | 1er tour (1/64) | Venus Williams |
| 2006  | 1er tour (1/64)  | Iveta Benešová   | -                        | -                        | -               | -                   | -               | -              |
| 2008  | -                | -                | -                        | -                        | 1er tour (1/64) | Kateryna Bondarenko | -               | -              |

À droite du résultat, l’ultime adversaire.

### En double dames
| Année | Open d'Australie              | Open d'Australie            | Internationaux de France      | Internationaux de France   | Wimbledon                     | Wimbledon                   | US Open                      | US Open                     |
| ----- | ----------------------------- | --------------------------- | ----------------------------- | -------------------------- | ----------------------------- | --------------------------- | ---------------------------- | --------------------------- |
| 2002  | 1/4 de finale S. Asagoe       | M. Hingis A. Kournikova     | 1/2 finale Ai Sugiyama        | Lisa Raymond Rennae Stubbs | 3e tour (1/8) Ai Sugiyama     | Kimberly Po N. Tauziat      | -                            | -                           |
| 2003  | 1er tour (1/32) Els Callens   | B. Rittner María Vento      | 1er tour (1/32) Dinara Safina | N. Dechy Émilie Loit       | 1er tour (1/32) Saori Obata   | V. Ruano Paola Suárez       | 1er tour (1/32) Saori Obata  | V. Ruano Paola Suárez       |
| 2004  | -                             | -                           | 3e tour (1/8) S. Asagoe       | Silvia Farina F. Schiavone | 2e tour (1/16) S. Asagoe      | V. Ruano Paola Suárez       | 1er tour (1/32) S. Asagoe    | Mervana Jugić G. Voskoboeva |
| 2005  | 3e tour (1/8) Chuang C.J.     | Anabel Medina Dinara Safina | 1er tour (1/32) T. Tanasugarn | M. Kirilenko M. Salerni    | 1er tour (1/32) Saori Obata   | A.-L. Grönefeld Navrátilová | 3e tour (1/8) Li Na          | Cara Black Rennae Stubbs    |
| 2006  | 1er tour (1/32) Chuang C.J.   | Maret Ani Andreea Vanc      | -                             | -                          | -                             | -                           | -                            | -                           |
| 2007  | -                             | -                           | -                             | -                          | -                             | -                           | 2e tour (1/16) Aiko Nakamura | Květa Peschke Rennae Stubbs |
| 2008  | -                             | -                           | -                             | -                          | -                             | -                           | 1er tour (1/32) Hsieh Su-Wei | Anabel Medina V. Ruano      |
| 2009  | -                             | -                           | -                             | -                          | 1er tour (1/32) Aiko Nakamura | K. Barrois T. Garbin        | -                            | -                           |
| 2011  | -                             | -                           | -                             | -                          | 1er tour (1/32) Shuko Aoyama  | Sara Errani Roberta Vinci   | -                            | -                           |
| 2012  | 3e tour (1/8) Ayumi Morita    | A. Hlaváčková L. Hradecká   | 1er tour (1/32) Kimiko Date   | R. Voráčová K. Zakopalová  | 1er tour (1/32) Kimiko Date   | A. Hlaváčková L. Hradecká   | -                            | -                           |
| 2013  | 1er tour (1/32) Mervana Jugić | Jill Craybas C. Scheepers   | -                             | -                          | -                             | -                           | -                            | -                           |

Sous le résultat, la partenaire ; à droite, l’ultime équipe adverse.

### En double mixte
| Année | Open d'Australie              | Open d'Australie        | Internationaux de France | Internationaux de France | Wimbledon                | Wimbledon               | US Open | US Open |
| ----- | ----------------------------- | ----------------------- | ------------------------ | ------------------------ | ------------------------ | ----------------------- | ------- | ------- |
| 2002  | -                             | -                       | -                        | -                        | 3e tour (1/8) T. Shimada | Likhovtseva M. Bhupathi | -       | -       |
| 2003  | 1er tour (1/16) Brian MacPhie | Tulyaganova M. Bhupathi | -                        | -                        | -                        | -                       | -       | -       |

Sous le résultat, le partenaire ; à droite, l’ultime équipe adverse.

## Parcours en «Premier Mandatory» et «Premier 5»
Découlant d'une réforme du circuit WTA inaugurée en 2009, les tournois WTA « Premier Mandatory » et « Premier 5 » constituent les catégories d'épreuves les plus prestigieuses, après les quatre levées du Grand Chelem.

### En double dames
| 2011 |   |   |   |   |   |   |   |   |   |                                                                   |   |   |   |   |   |   |   |                                                                      |  |  |
| —    | — | — | — | — | — | — | — | — | — |                                                                   |   | — | — | — | — | — | — | 1er tour (1/8) Morita \|\| style="text-align:left;" \| Huber Raymond |  |  |
| 2012 |   |   |   |   |   |   |   |   |   |                                                                   |   |   |   |   |   |   |   |                                                                      |  |  |
| —    | — | — | — | — | — | — | — |   |   | 2e tour (1/8) Chan \|\| style="text-align:left;" \| Huber Raymond | — | — | — | — | — | — | — | —                                                                    |  |  |

N.B. : le nom de la partenaire se trouve sous le résultat ; le nom des ultimes adversaires se trouve à droite.

## Parcours aux Masters

### En double dames
| # | Date       | Nom de l'édition                     | ($)       | Surface    | Résultat   | Partenaire  | Ultimes adversaires               | Score         |          |
| - | ---------- | ------------------------------------ | --------- | ---------- | ---------- | ----------- | --------------------------------- | ------------- | -------- |
| 1 | 04/11/2002 | Home Depot Championships Los Angeles | 3 000 000 | Dur (int.) | 1/2 finale | Ai Sugiyama | Elena Dementieva Janette Husárová | 4-6, 7-5, 6-4 | Parcours |

## Parcours en Fed Cup
| #                                                                        | Date       | Lieu          | Surface         | Gagnante(s)                       | Perdante(s)                             | Score          |          |
|                                                                          |            |               |                 |                                   |                                         |                |          |
| 2001 - Barrage (groupe mondial I) - Suède - Japon - 3 : 2                |            |               |                 |                                   |                                         |                |          |
| 1                                                                        | 21/07/2001 |               | Terre (ext.)    | Åsa Svensson                      | Rika Fujiwara                           | 6-3, 6-1       | Parcours |
| 1                                                                        | 21/07/2001 | Rika Fujiwara | Terre (ext.)    | Sofia Arvidsson                   | 4-6, 6-4, 7-63                          |                | Parcours |
|                                                                          |            |               |                 |                                   |                                         |                |          |
| 2004 - Barrage (groupe mondial I) - Bulgarie - Japon - 2 : 3             |            |               |                 |                                   |                                         |                |          |
| 2                                                                        | 10/07/2004 | Plovdiv       | Terre (ext.)    | Shinobu Asagoe Rika Fujiwara      | Maria Geznenge Svetlana Krivencheva     | 6-3, 6-2       | Parcours |
|                                                                          |            |               |                 |                                   |                                         |                |          |
| 2005 - 1er tour (groupe mondial II) - République tchèque - Japon - 3 : 2 |            |               |                 |                                   |                                         |                |          |
| 3                                                                        | 23/04/2005 | Prague        | Terre (ext.)    | Květa Peschke                     | Rika Fujiwara                           | 6-0, 6-3       | Parcours |
|                                                                          |            |               |                 |                                   |                                         |                |          |
| 2005 - Barrage (groupe mondial II) - Japon - Bulgarie - 4 : 1            |            |               |                 |                                   |                                         |                |          |
| 4                                                                        | 09/07/2005 | Tokyo         | Dur (int.)      | Rika Fujiwara Akiko Morigami      | Tsvetana Pironkova Maria Penkova        | 6-1, 6-2       | Parcours |
|                                                                          |            |               |                 |                                   |                                         |                |          |
| 2007 - Barrage (groupe mondial I) - Japon - Allemagne - 2 : 3            |            |               |                 |                                   |                                         |                |          |
| 5                                                                        | 14/07/2007 | Toyota        | Moquette (int.) | Anna-Lena Grönefeld Tatjana Malek | Rika Fujiwara Ayumi Morita              | 6-3, 6-4       | Parcours |
|                                                                          |            |               |                 |                                   |                                         |                |          |
| 2008 - 1er tour (groupe mondial II) - Japon - Croatie - 4 : 1            |            |               |                 |                                   |                                         |                |          |
| 6                                                                        | 02/02/2008 | Miki          | Dur (int.)      | Rika Fujiwara Ayumi Morita        | Petra Martić Ana Vrljić                 | 6-2, 6-3       | Parcours |
|                                                                          |            |               |                 |                                   |                                         |                |          |
| 2009 - 1er tour (groupe mondial II) - Serbie - Japon - 4 : 1             |            |               |                 |                                   |                                         |                |          |
| 7                                                                        | 07/02/2009 | Belgrade      | Dur (int.)      | Rika Fujiwara Aiko Nakamura       | Jelena Janković Ana Jovanovic           | 3-6, 7-5, ab.  | Parcours |
|                                                                          |            |               |                 |                                   |                                         |                |          |
| 2010 - Barrage (groupe mondial II) - Slovénie - Japon - 4 : 1            |            |               |                 |                                   |                                         |                |          |
| 8                                                                        | 24/04/2010 | Maribor       | Terre (int.)    | Tadeja Majerič Maša Zec Peškirič  | Rika Fujiwara Yurika Sema               | 6-4, 6-71, 6-3 | Parcours |
|                                                                          |            |               |                 |                                   |                                         |                |          |
| 2011 - Barrage (groupe mondial II) - Japon - Argentine - 4 : 0           |            |               |                 |                                   |                                         |                |          |
| 9                                                                        | 16/07/2011 | Miki          | Dur (int.)      | Rika Fujiwara Kurumi Nara         | Mailen Auroux María Irigoyen            | 6-1, 6-3       | Parcours |
|                                                                          |            |               |                 |                                   |                                         |                |          |
| 2012 - 1er tour (groupe mondial II) - Japon - Slovénie - 5 : 0           |            |               |                 |                                   |                                         |                |          |
| 10                                                                       | 04/02/2012 | Miki          | Dur (int.)      | Rika Fujiwara Ayumi Morita        | Nastja Kolar Petra Rampre               | 6-3, 5-7, 6-0  | Parcours |
|                                                                          |            |               |                 |                                   |                                         |                |          |
| 2012 - Barrage (groupe mondial I) - Japon - Belgique - 4 : 1             |            |               |                 |                                   |                                         |                |          |
| 11                                                                       | 21/04/2012 | Tokyo         | Dur (int.)      | Kimiko Date-Krumm Rika Fujiwara   | Ysaline Bonaventure Alison Van Uytvanck | 6-2, 6-4       | Parcours |

## Classements WTA en fin de saison

### En simple
| Année | 1999 | 2000 | 2001 | 2002 | 2003 | 2004 | 2005 | 2006 | 2007 | 2008 | 2009 | 2010 | 2011 | 2012 | 2013 | 2014 | 2015 | 2016 |
| Rang  | 319  | 246  | 128  | 185  | 215  | 158  | 97   | 545  | 273  | 139  | 237  | 247  | 186  | 306  | 687  | 286  | –    | 923  |

Source : (en) « Classements de Rika Fujiwara », sur le site officiel du WTA Tour

### En double
| Année | 1999 | 2000 | 2001 | 2002 | 2003 | 2004 | 2005 | 2006 | 2007 | 2008 | 2009 | 2010 | 2011 | 2012 | 2013 | 2014 | 2015 | 2016 |
| Rang  | 435  | 242  | 135  | 13   | 128  | 80   | 80   | 220  | 178  | 139  | 124  | 188  | 92   | 75   | 273  | 196  | 428  | 195  |

Source : (en) « Classements de Rika Fujiwara », sur le site officiel du WTA Tour